# Marco Papírio Crasso
Marco Papírio Crasso (em latim: Marcus Papirius Crassus) foi um político da gente Papíria da República Romana nomeado ditador em 332 a.C.. Era filho de Lúcio Papírio Crasso, tribuno consular em 368 a.C., e irmão de Lúcio Papírio Crasso, ditador em 340 a.C..

## Ditadura (332 a.C.)
Marco Papírio foi nomeado ditador em 332 a.C. por que se temia um ataque dos gauleses, que não ocorreu. Ele escolheu Públio Valério Publícola como seu mestre da cavalaria (magister equitum).